# Eiler Hardenberg
Eiler Hardenberg (* 1499/1500; † 1565) war ein dänischer Adliger, der ab 1559 unter König Friedrich II. das Amt des Reichshofmeisters innehatte.

## Leben
Eiler Hardenberg wurde als jüngster Sohn von Erik Hardenberg aus der dänischen Linie des niedersächsischen Adelsgeschlechts Hardenberg und Anne Corfitzdatter Rønnow geboren. Sein Vater war Besitzer des Guts Hvedholm auf Fünen und 1499 Hauptmann von Korsør. Die Eltern hatten kurz vor 1494 geheiratet und insgesamt fünf Kinder, neben Eiler die Söhne Corfitz († 1560) und Jacob († 1542) und die Töchter Mette und Anne, die Urgroßmutter des späteren Reichshofmeisters und Verräters Corfitz Ulfeldt. Da sein Vater schon im Februar 1500 bei der missglückten Eroberung von Dithmarschen in der Schlacht bei Hemmingstedt fiel, muss Eiler spätestens 1500 geboren sein.
Kurz nach seiner Hochzeit mit Karen Rosenkrantz, einer Nachfahrin von Otte Nielsen Rosenkrantz, der 1444–1452 Reichshofmeister gewesen war, erhielt er 1530 von dem Roskilder Bischof Joachim Rønnow, einem entfernten Verwandten seiner Mutter, die Bischofsburg Dragsholm als Lehen. Diese verteidigte er in der Grafenfehde 1535 während der fünfmonatigen Belagerung durch Johann von Hoya erfolgreich. Damit war Dragsholm die einzige Burg, die in der Hand des Bischofs blieb. Als König Christian III. im Juli 1535 auf Seeland eintraf, diente ihm Dragsholm als Basis für die Rückeroberung seines Landes. Hardenberg trat als Proviantmeister in seinen Dienst, während Bischof Rønnow, der gegen die Einführung der Reformation opponierte, 1536 abgesetzt und gefangengesetzt wurde. Der bischöfliche Besitz wurde eingezogen.
Hardenberg wurde zum Reichstag und zusammen mit seiner Ehefrau zur Krönung des Königs eingeladen. Als neues Lehen erhielt er Tranholm bei Horsens in der Nähe von Gut Mattrup im Kirchspiel Klovborg, das seine Frau in die Ehe eingebracht hatte. Ein größeres Lehen erhielt er erst 1542 mit Odensegård, dem aufgelösten St.-Hans-Kloster des Johanniterordens in Odense, das er als Nachfolger seines verstorbenen Bruders Jacob bekam. 1543 wurde er, ebenfalls als Nachfolger seines Bruders, in den Reichsrat berufen. Nun folgte ein schneller Aufstieg: Im selben Jahr mit Malmöhus belehnt, erhielt er bereits 1544 das größere und prestigereichere Gotland. Für die Marienkirche in Visby, den heutigen Dom, stifteten er und seine Frau 1548 eine Kanzel, die 1699 an die Kirche von Grötlingbo verkauft wurde. Es ist eine der ältesten Kanzeln in Schweden und hat ein ungewöhnliches Bildprogramm mit Porträts von Martin Luther und Philipp Melanchthon und mehreren weiteren, namentlich nicht bezeichneten Männern, die vermutlich ebenfalls Reformatoren oder Fürsten, die die Reformation förderten, darstellen.

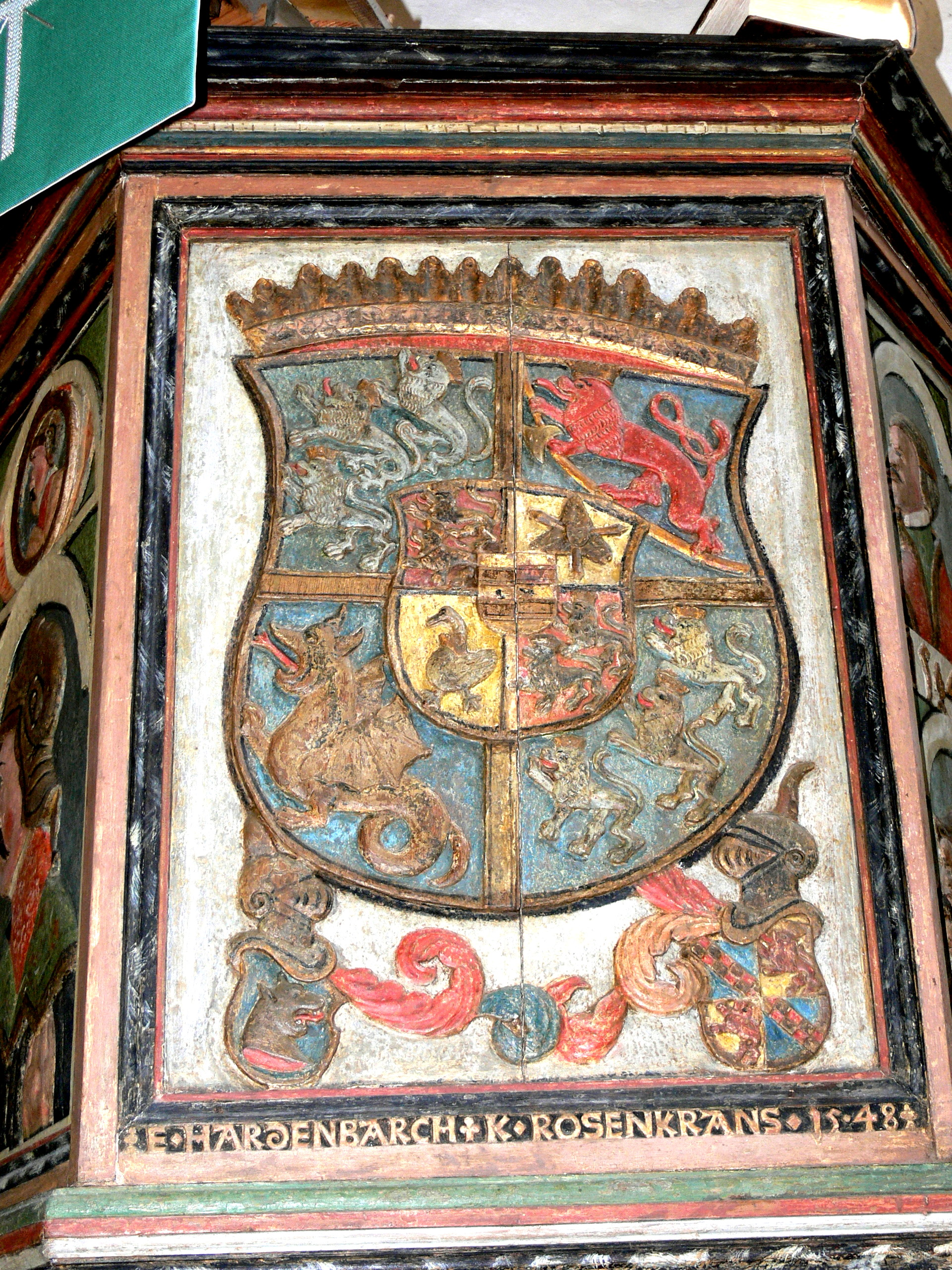
Die Wappen von Hardenberg und Rosenkrantz und die Stifterinschrift unter dem königlich dänischen Wappen auf der 1548 von Hardenberg gestifteten Kanzel

1551 erhielt Hardenberg sein altes Lehen Dragsholm zurück, um dort den Kronprinzen Friedrich (II.) zusammen mit seinen etwa gleichaltrigen Söhnen Erik und Styge und einigen anderen jungen Adligen zu erziehen. Zu dem Kronprinzen baute er ein enges Vertrauensverhältnis auf und auch sein Sohn Erik schloss Freundschaft mit ihm. Als der Kronprinz 1554 Schonen als eigenen Regierungsbezirk überlassen bekam, begleitete Hardenberg ihn auf dessen Wunsch als Hofmeister und erhielt erneut Malmöhus als Lehen. Möglicherweise lernte Friedrich in dieser Zeit Hardenbergs Nichte Anne Corfitzdatter Hardenberg († 1589) kennen, in die er sich verliebte. Sie wurde 1557 Hofdame seiner Mutter, die ihren Sohn bat, Anne zu erlauben, ihren Bräutigam Oluf Mouritsen Krognos zu heiraten. Trotzdem und obwohl sie keine standesgemäße Ehefrau für ihn war, hielt Friedrich bis 1572 daran fest, sie heiraten zu wollen.
Nach dem Tod von Christian III. 1559 berief Friedrich II. als neuer König Hardenberg auf das seit dem Tod von Eske Bille 1552 vakante Amt des Reichshofmeisters, schlug ihn zum Ritter und verlieh ihm den Elefantenorden. Zwar hatte Hardenberg als Reichshofmeister das höchste Amt im Königreich inne, konnte jedoch nicht die Machtfülle gewinnen, die sein Vorgänger besaß, der bereits zuvor als Statthalter von Kopenhagen über die Verwaltung von Heer und Marine sowie die Staatsfinanzen bestimmt hatte. Diesen Posten hatte Hardenbergs späterer Nachfolger Peder Oxe bis zu seinem Sturz 1559 inne und danach der Admiral Mogens Gyldenstierne (1481–1569). Hardenberg wurde stattdessen zum Statthalter von Schonen ernannte, das zwar ein reiches Lehen war, ihn aber fern von der Hauptstadt hielt und zudem Reichskanzler Johan Friis (1494–1570) unterstellte. Auch außenpolitisch trat er nicht in Erscheinung. Nur 1562 führte er eine Gesandtschaft zum Zaren Iwan IV. nach Russland an. Diese Gesandtschaft, zu der auch der Jurist Zacharias Veling gehörte, konnte am 7. August den Vertrag von Mozhaysk abschließen, der ein Bündnis gegen Schweden und Polen beinhaltete und Magnus von Dänemark seine Besitztümer Livland sicherte.
Spätestens 1563 verlor Hardenberg die Gunst des Königs. Der genaue Grund ist unbekannt. Indizien für den Machtverlust sind der Erfolg der Kläger, die Hardenberg  1562 wegen Verletzung des Seerechts angeklagt hatten, und die Wiedereinsetzung des von Hardenberg wegen Mordes und Diebstahls abgesetzten Bürgermeisters von Trelleborg durch den König. Im Dreikronenkrieg scheiterte Hardenberg als Proviantmeister an der Versorgung des dänischen Heeres, das 1564 von Schonen aus in Schweden einfiel, und musste hinnehmen, dass Lund und Dalby, eigentlich Teile seines Lehens Schonen, an andere vergeben wurden. Schließlich bat er mit Verweis auf sein Alter 1565 um Entlassung aus allen Ämtern. Er durfte nicht einmal Dragsholm behalten, obwohl ihm dieses Lehen 1551 auf Lebenszeit zugesichert worden war.
Hardenberg war einerseits entschiedener Anhänger der Reformation, andererseits musikalisch und historisch interessiert. Es sind einige geistliche Lieder von ihm bekannt. Neben der oben erwähnten Stiftung der Kanzel in Visby geht auch die Ausmalung der Nordkapelle der Kirche von Rynkeby mit einem lutherischen Bildprogramm und musizierenden Engeln auf ihn zurück. Er gab sie vermutlich in Auftrag, nachdem er 1562 das Gut Skovsbo, das das Patronatsrecht für die Kirche besaß, übernommen hatte. Die leeren Wappenschilder an der Wand lassen darauf schließen, dass er die Kapelle als Familiengrablege geplant hatte.

Hardenberg starb kurz nach Aufgabe seiner Ämter. Er wurde in der Kirche des 1532 aufgelösten Franziskanerklosters in Horsens beigesetzt, aber wohl später in die Kirche von Klovborg umgebettet.

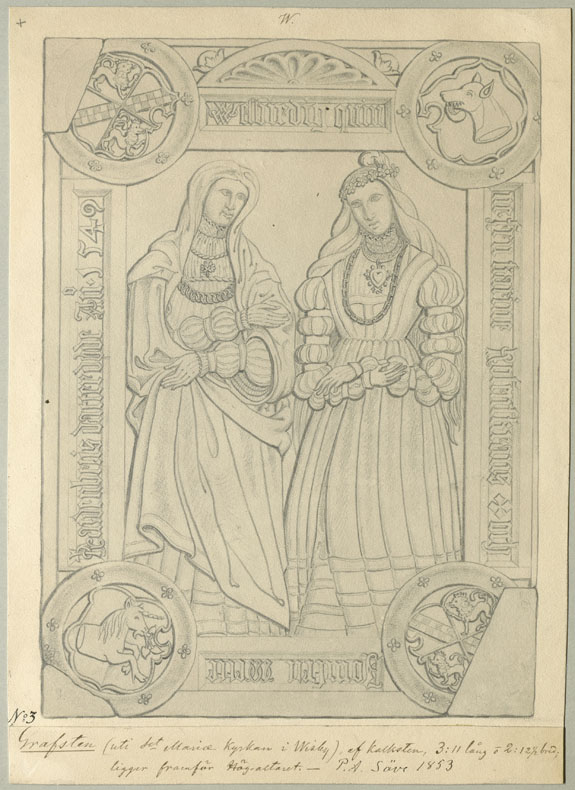
Grabstein für Hardenbergs Frau Karen Rosenkrantz und die Tochter Mette aus dem Dom zu Visby (1549)
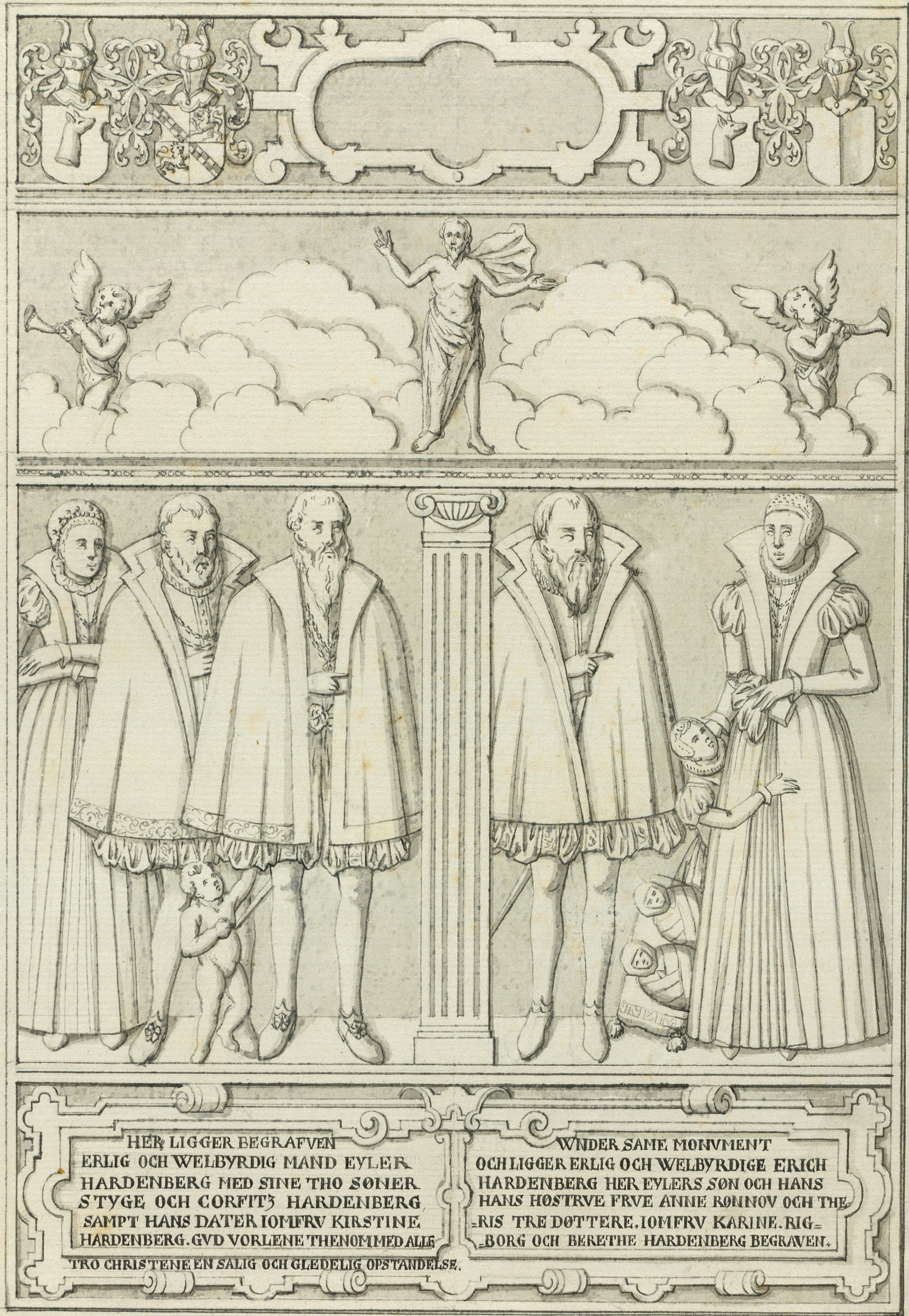
Grabstein für Eiler Hardenberg und seine Nachkommen in der Kirche von Klovborg

Von seinen fünf Kindern überlebte ihn nur der älteste Sohn Erik (1629–1604), der auch als einziger eine Familie gründete und 1581 in den Reichsrat aufgenommen wurde. Hardenbergs Frau und eine jugendliche Tochter waren bereits 1549 in Visby verstorben und sind im dortigen Dom beigesetzt. Styge starb wohl um 1555 in Wittenberg, wo er sich 1553 zusammen mit seinem Bruder Erik zum Studium eingeschrieben hatte. Hardenbergs Geschlecht endete in männlicher Linien mit seinen Enkeln, von denen keiner Nachkommen hatte. Von Eriks Töchtern heiratete Kirsten Eriksdatter Hardenberg, die 1639 als letzte der Familie starb, 1589 Axel Brahe, einen Bruder des Astronomen Tycho Brahe, und erbte Hardenbergs Gut Vedtofte, das nun den Namen Brahesholm erhielt. Ihre Schwester Mette heiratete Predbjørn Gyldenstierne und erbte Skovsbo.

## Grabstein
In der Kirche von Klovborg befindet sich ein 322 × 214 cm² großer epitaphartiger Grabstein im Renaissancestil, der ursprünglich über den Familiengruft im Chor lag, aber später an der Nordwand aufgestellt wurde. Er zeigt links Hardenberg und seine unverheiratet verstorbenen Kinder Styge, Corfitz (als Kleinkind) und Kirstiene und rechts den Sohn Erik mit Ehefrau Anne Eilersdatter Rønnow (1541–1609) samt drei frühverstorbenen Töchtern, die laut Inschrift alle in der Gruft der Kirche beigesetzt sind. Anders als auf zeitgenössischen Grabdenkmälern üblich sind die Männer nicht im Harnisch, sondern in modischen Zivilkleidern abgebildet. Im obersten Feld sind links die Wappen von Hardenberg und seiner Frau Karen Rosenkrantz angebracht und rechts die seines Sohnes und dessen Frau. Auf diesem Stein stehen jedoch keine Daten. Ein zweiter Grabstein wurde für den 1566 verstorbenen „Erick Hardenbergis / søn af Matrop Eiller Harde/nberg“ gesetzt und später in die Seitenwand der Gruft eingemauert. Dabei handelt es sich aber um Hardenbergs gleichnamigen, im Kindesalter verstorbenen Enkel, der vor dem Auferstandenen kniend dargestellt ist. In den Ecken befinden sich die Wappen seiner Vorfahren.